# Фахова мова
Фахова мова — спеціальна мова, що обслуговує конкретну сферу чи галузь знань.
У системі фахових мов можна виділити такі наступні підвиди ФМ як: медична мова, економічна, юридична, мова реклами, спорту, високих технологій і т. д. З виникненням нових галузей науки та знань та бурхливим розвитком технологій, виникає потреба створення спеціальної лексики та термінологічних систем, що і стають основою формування та зародження нових фахових мов.
На сьогодні існує декілька рівнозначних термінів для поняття «фахова мова» — «мова для спеціальних цілей», «підмова», «субмова» та ін.
В англомовній та російській лінгвістичній традиції часто вживається термін «мова для спеціальних цілей» або «спеціальна мова» «language for special purposes». для позначення фахово-маркованої лексики.
Німецький лінгвіст Лотар Хоффман визначає фахову мову як "сукупність всіх мовних засобів, які використовуються в спеціально окресленій комунікативній сфері з метою досягнення розуміння між всіма фахівцями певної галузі. Але, як слушно зазначає Т. Р. Кияк: «До цієї дефініції варто додати ще й той факт, що функціонування певної мови забезпечується винятково чітко встановленою термінологією». Тож основною функцією фахової мови є — забезпечення взаєморозуміння, інформаційного та когнітивного обміну знаннями у визначеній професійній сфері чи дискурсі.
Функціонування фахової мови забезпечує докладно визначена термінологія. Словник професійних текстів містить вузькогалузеві лексеми, міжгалузеві наукові терміни, професіоналізми (виробничу лексику), номенклатурні назви, професійний жаргон і загальновживані лексеми. Рівень абстракції фахової мови залежить від рівня насиченості тексту термінологією.
Фахова мова як спеціальна мова, що обслуговує конкретну сферу чи галузь знань відрізняється від загальновживаної насамперед наявністю власної термінологічної системи. Фахові мови разом з загальновживаною, діалектами та регіолектами, професійними жаргонами та іншими субваріантами мови утворюють систему загальної, або національної мови. Фахова мова будується на основі загальновживаної й знаходиться з нею в постійному взаємозв'язку. Для фахової мови характерним є наявність фахової лексики та іноземних слів (фахового вокабуляру), які за межами фахової сфери, котру вона обслуговує, є маловживаними, або вживаються з іншим чи спеціальним значенням. Також на граматичному, синтаксичному та прагматичному рівнях фахова та загальновживана мови можуть мати певні відмінності.
Говорячи про історію дослідження фахових мов, то можна зазначити, що до поч. XIX ст. більшість спроб наукового аналізу фахових мов зводились до дослідження професійної лексики, якою оперувала та чи інша мова. Згодом в центрі наукового інтересу опинилися насамперед термінологія фахової мови. На сьогодні саме дослідження термінологічних систем, на основі яких створюються спеціальні словники та різноманітні термінологічні довідники, складають основу наукових досліджень у цій сфері.